# Зникнення Кріс Кремерс та Лізанне Фрон
Кріс Кремерс та Лізанне Фрон (нід. Kris Kremers, Lisanne Froon) — дві молоді нідерландки, що 1 квітня 2014 року зникли без вісти під час походу гірською стежкою у західній Панамі, недалеко від кордону з Коста-Рикою.
В червні того ж року вдалося знайти деякі їхні рештки (менше 15 % скелета Лізанне та менше 1 % скелета Кріс). Причину їхньої смерті не встановлено. За даними нідерландських судово-медичних слідчих, ймовірно, студентки заблукали в джунглях і впали в річку.
Брак доказів, відсутність прозорості під час розслідування та ряд невідповідностей привертають до цієї справи значну увагу, викликаючи питання, які залишаються без відповіді.

## Передісторія
Лізанне Фрон народилася 24 вересня 1991 року в Амерсфорті. Вона була високою брюнеткою зростом 184 см, її описують як життєрадісну, оптимістичну та розумну. Лізанне щойно закінчила навчання з прикладної психології. Вона грала у волейбол в університеті та пробувала більш екстремальні види спорту, такі як стрибки з парашутом та альпінізм. Будучи інтровертом за своєю природою, Фрун також любила фотографувати
. Лізанне ніколи не подорожувала далі, ніж південна Німеччина. У Панамі вона сумувала за домівкою та за батьками.
Кріс Кремерс народилася 9 серпня 1992 року в Амерсфорті. Вона була рудою і блактитноокою, зростом 164 см, її описують як товариську, креативну та відповідальну людину. Кріс була більш товариською, ніж її подруга Лізанне. Вона щойно закінчила навчання з культурної та соціальної освіти в Утрехтському університеті і планувала продовжити навчання з історії мистецтв. У 2012 році Кріс подорожувала з батьками до Перу і відтоді зацікавилася Латинською Америкою.
На момент їхнього зникнення Кріс та Лізанне тимчасово перервали навчання. Вони познайомилися кілька років тому завдяки роботі за сумісництвом в кафе « In den Kleinen Hap» в Амерсфорті. Після повернення з Панами вони планували разом знімати квартиру.

## Зникнення
15 березня 2014 року жінки вибули на шеститижневу відпустку до Панами. Вранці вони сіли на дванадцятигодинний рейс зі аеропорту Схіпхол в Амстердамі до Г'юстона, штат Техас, звідки вирушили чотиригодинним рейсом до Сан-Хосе, столиці Коста-Рики. Переночувавши в хостелі вони сіли на автобус і вирушили десятигодинною дорогою до Бокас-дель-Торо, курортного містечка на узбережжі Карибського моря на північному заході Панами.
Вони два тижні відвідували курси іспанської мови в Бокас-дель-Торо у мовній школі «Spanish by the Sea», де вони зупинилися. Судячи з фотографій на камері Фрон та їхніх щоденників, дівчата насолоджувалися спокійним пляжним відпочинком, ходили також на кулінарні курси та спілкувалися з людьми свого віку.
29 березня 2014 року вони відправилися автобусом до невеликого туристичного містечка Бокете, плануючи протягом місяця проживати у місцевої родини в Альто-Бокете, віддаленому районі, розташованому на в'їзді до містечка. Вони планували виконувати волонтерську роботу, доглядаючи за дітьми з малозабезпечених сімей у місцевому дитячому садку. Втім, дитячий садок «Aura» не прийняв їх, можливо, через недостатній рівень знання іспанської мови. У школі «Casa Esperanza», яку вони обрали як запасний варіант, вже не лишилося вакансій.
1 квітня 2014 року вони нарешті дізналися, що до волонтерської роботи зможуть приступити лише через тиждень. Це засмутило туристок, але з іншого боку залишило їм багато вільного часу. Вони забронювали на подальші дні дві екскурсії з гідом — на полуничну ферму 2 квітня та похід у район вулкана Бару 5 квітня та написали у Facebook, що мають намір прогулятися по Бокете. Вони пішли до мовної школи, де завантажили карту Google Maps з тропою Ель-Піаніста (ісп. El Pianista). В аптеці, серед іншого, вони прридбали засоби від комарів. За словами власників дому, туристки взяли з собою їхнього собаку, але вночі він повернувся один. Якщо це так, то дивно, що пес відсутній на фотографіях з виявленої пізніше камери: туристки багато фотографували і, швидше за все, захотіли б сфотографуватися з красивим собакою.
Близько 11:00 ранку вони без особливих труднощів розпочали похід по Ель-Піаніста, за кілька кілометрів від центру містечка. Ця тропа веде до виняткового оглядового майданчика, з якого у ясний день видно води двох океанів (Тихий океан знаходиться приблизно за 60 км, а Карибське море — трохи більше ніж за 30 км). Стежка перетинає пишний туманний ліс, що славиться своєю фауною та флорою. Маршрут довжиною 7,9 км до вершини займає близько двох з половиною годин. Тому на дорогу туди й назад треба запланувати близько п'яти годин. Туристки залишили більшість своїх речей у кімнаті, навіть гаманці), були легко одягнені у футболки та шорти, мали з собою мало їжі і не брали ніякого жодного туристичного спорядження та обладнання для виживання, що свідчило про те, що вони не мали наміру йти в похід більше ніж на кілька годин.
Дівчата ознайомилися з інформаційним пакетом своєї мовної школи, який був скопійований з путівника «Lonely Planet». У ньому не було чітко зазначено, що туристи, які вирушають на одноденну екскурсію, шляхом після досягнення оглядового майданчика Мірадор повинні розвернутися та повертатися тим самим шляхом. На тропі на той час такоє не було жодних знаків чи попереджень. Пішоходи, які неправильно зрозуміли текст «Lonely Planet», цілком могли помилково вирішити, ніби стежка утворює петлю і повертається назад до початку маршрута, і що після досягнення вершини слід просто продовжувати шлях. Але потім туристи опиняються в Міжнародному парку Ла-Амістад — на довгій, неохоронюваній стежці без телефонного зв'язку. Місцевість змінюється то джунглями, то пасовищами, то знову джунглями, через що часом важко розрізнити контури стежки. Стежка часто заростає травою, а худоба залишає сліди в усіх напрямках. Тут є ферми та хатини, часом покинуті, і невелика група будинків, оточених плантаціями бананів, папаї, маніоки тощо, де мешкають тубільці різного віку.
Батьки туристок перестали отримувати текстові повідомлення, хоча обидві жінки щодня писали своїм родинам. Вранці 2 квітня Лізанне та Кріс не явилися на зустріч із Фелісіано Гонсалесом, місцевим гідом.

## Пошуки
3 квітня панамську поліцію було повідомлено, і влада оголосила, що за допомогою місцевих жителів розпочала пошуково-рятувальну операцію, але вели її повільно та безсистемно. Верхню течію річки, де, як вважається, загинули туристки, вперше оглянули лише через два тижні після їхнього зникнення. Кріс і Лізанне знаходилися лише за дванадцять кілометрів від Бокете, і швидші та краще організовані пошуки могли б запобігти трагедії.
Перші 24 години були критично важливими для пошуково-рятувальної операції, але влада вагалася, оскільки вважала, що туристки просто десь розважаються. Аргументація полягала в тому, що якби вони заблукали, то знайшли б притулок у корінних американців, які жили вздовж тропи. SINAPROC (Національна служба цивільного захисту) розпочала офіційні пошуки ще 3 квітня. Десятиденні пошуки за допомогою собак, гелікоптера та наземних команд ні до чого не привели, і зусилля були скорочені. Ближче до кінця травня нідерландська команда привезла своїх власних собак, але вони нічого не знайшли через сильну зливу.
6 квітня батьки Кріс Кремерс та Лізанне Фрон прибули до Панами разом із детективами з Нідерландів для проведення десятиденних пошуків у джунглях. Родини запропонували винагороду в розмірі 2500 доларів за інформацію, яка призведе до знаходження Кріс та Лізанне. Через кілька днів вони покинули Панаму, так і не знайшовши додаткової інформації про зникнення своїх дочок.
Однак у середині травня до поліції телефоном повідомили про виявлення у річці Кулебре двох скелетів. Радар гелікоптера, який наблизився до цього району, підтвердив, що вони там, але через погодні та лісові умови поліція не змогла спуститися.

## Рюкзак
Винагороду, запропоновану батьками, збільшили до 30 000 доларів, потім до 40 000 доларів (10 000 доларів було додано завдяки телевізійному висвітленню цієї історії в Нідерландах) · 
14 червня 2014 року фермерка з племені нгобе Ірма Мірандо повідомила до поліції, що виявила синій рюкзак на березі річки Кулебре, поблизу свого віддаленого села Альто Ромеро, куди веде стежка, якою йшли дві зниклі жінки, приблизно за десять кілометрів на північ від вершини Мірадора (приблизно 12 годин ходьби)).
Рюкзак належав Лізанне. Він перебував у відносно хорошому стані, а всередині знаходилися: дві пари сонцезахисних окулярів, 88,30 доларів США, паспорт Лізанне (Кріс залишила свій у кімнаті), півпляшки води, фотоапарат, два бюстгальтери та два мобільні телефони · .
Поліція дослідила телефони. З'ясувалося, що вже через кілька годин після початку походу жінки зателефонували у 112 (міжнародний номер екстреної допомоги, який також використовується у Панамі) та 911 (національний номер екстреної допомоги в Панамі). Першу спробу покликати на допомогу було здійснено з iPhone Кріс о 16:39, невдовзі, о 16:51, з Samsung Galaxy Лізанне, але вони не пройшли через поганий сигнал по інший бік піку Мірадор, розташованого на Континентальному вододілі. Спроби дзвінків час від часу повторювалися (див. нижче), але не мали успіху.
4 квітня акумулятор телефону Лізанне розрядився. З телефону Кріс перестали намагатися додзвонитися, але періодично вмикали його для пошуку сигналу. Між 5 і 11 квітня цей iPhone хтось вмикав, але не вводив (або неправильно вводив) PIN-код. 11 квітня о 10:51 телефон увімкнули та об 11:56 вимкнули востаннє · .
| Дата      | iPhone 4 (Кріс Кремерс)                                                                | Samsung Galaxy S III (Лізанне Фрон) |
| --------- | -------------------------------------------------------------------------------------- | --- |
| 1 квітня  | 16:39 — спроба дзвінка у 112                                                           | 16:51 — спроба дзвінка у 112 |
| 2 квітня  | 08:14 — спроба дзвінка у 112                                                           | 06:58 — спроба дзвінка у 112 10:52 — спроба дзвінка у 112 та 911 (за непідтвердженою інформацією, вдалося ненадовго приєднатися до GSM) 13:50 — перевірка сигналу 16:19 — перевірка сигналу; телефон лишався увімкненим протягом всієї ночі |
| 3 квітня  | 09:32 — спроба дзвінка (911) 11:47 — перевірка сигналу 15:59 — перевірка сигналу       | 07:36 — телефон вимкнено |
| 4 квітня  | 10:16 — перевірка сигналу 13:42 — перевірка сигналу                                    | 04:50 — перевірка сигналу 05:00 — перевірка сигналу; акумулятор розряджено |
| 5 квітня  | 10:50 — перевірка сигналу 13:37 — перевірка сигналу (без PIN-коду)                     | — |
| 6 квітня  | 10:26 — перевірка сигналу (без PIN-коду) 13:37 — перевірка сигналу (без PIN-коду)      | — |
| 11 квітня | 10:51 — перевірка сигналу 9 (без PIN-коду) 11:56 — вимкнено з зарядом акумулятора 22 % | — |

На фотокамері «Canon» Фрон були фотографії від 1 квітня, які свідчать про те, що жінки протягом години йшли стежкою по інший бік від оглядового майданчика та забрели в якусь дику місцевість за кілька годин до своєї першої спроби зробити екстрені виклики, Нічого незвичайного на цих фотографіях не виявили, туристки виглядали радісними, усміхненими. Цікаво, що одну з фотографій (номер 509) було стерто, що можна зробити, тільки підключивши фотоапарат до комп'ютера.
Потім протягом тижня на фотоапарат нічого не знімали. Але 8 квітня, між 1:00 та 4:00 ранку було зроблено близько 100 зловісних фотографій, очевидно, глибоко в джунглях і майже в повній темряві. Кілька фотографій, можливо, зроблені біля річки або в яру. На деяких фотографіях видно гілочку зі шматками поліетиленового пакета та обгортками від жувальної гумки, встановлену на камені. На іншій видно потилицю Кріс · , але невідомо, чи дівчата на той момент були живі. Навіщо робили ці фотографії, не визначено. Припускають, що туристки могли намагатися за допомогою спалаха освітити свій шлях або, можливо, намагалися зняти панораму якогось місця. Також були версії, що вони відлякували спалахом тварин або ж хотіли привернути увагу поліцейського гелікоптера, але у цій місцевості немає небезпечних звірів, і поліція тієї ночі не вела пошуки з гелікоптера.

## Виявлення останків
Невдовзі після виявлення рюкзака Лізанне, слідчі знайшли джинсові шорти Кріс за вісім годин ходьби від Бокете, на березі річки Кулебре, приблизно за п'ять кілометрів від місця останньої денної фотографії, приблизно за 400 метрів нижче за течією від першого мотузкового мосту та вище за течією від другого мосту · . Шорти мали ушкодження і були розстебнуті (як ґудзик, так і блискавка), слідів крові не мали. До початку 2021 року ходили чутки, що шорти були акуратно складені, але фотографії, оприлюднені в лютому 2021, спростовують це.
Через дев'ять днів після виявлення сумки Лізанне панамська поліція виявила 33 кістки, розкидані вздовж річки Кулебре. Найдальша вгору за течією знаходилася за два кілометри нижче першого мотузкового мосту. Досвідчений місцевий гід назвав «сумнівним», що два людські тіла могло пошматувати на дрібні шматочки після такої короткої плавби в потоку. Тести ДНК підтвердили, що більшість цих кісток належать Кріс Кремерс та Лізанне Фрон. Уздовж кількох кілометрів берега річки були розкидані таз і ребро Кріс, стегнова та великогомілкова кістки Лізанне, а також її права стопа, що застрягла в туристичному черевику. Розтин виявив численні переломи стопи, можливо, внаслідок падіння з великої висоти.
Кістки Кріс, майже цілі, містили сліди фосфору. Можливо, хтось використовував вапно для прискорення розкладання трупа. Жодна з кісток не містить слідів диких тварин, та і в цій місцевості немає тварин, що нападали б на людей.
Загалом, згідно з документами розслідування, оприлюдненими наприкінці 2019 року колишнім адвокатом родини Кремерс, було знайдено 0,94 % скелета Кріс Кремерс (дві кістки: ліва тазова кістка та праве ребро) та 13,2 % скелета Лізанне Фрон (тридцять кісток: ліва стегнова кістка, ліва великогомілкова кістка та 28 кісток лівої стопи). Також у річці було знайдено останки щонайменше трьох інших людей, судячи з ДНК, це були місцеві мешканці.

## Розслідування
Панамська поліція підтримує теорію про нещасний випадок і не порушила кримінального розслідування. Вважається, що голландки хотіли перейти один з трьох мотузкових мостів на стежці та впали з нього, потонули у річці, і потім їхні тіла пошматували некрофаги.
Цю версію подій публічно поставили під сумнів кримінологи, журналісти та навіть панамська команда судово-медичних експертів, яка проводила розтин. Жінки не встигли б дістатися найближчого мосту до своєї першої спроби викликати служби екстреної допомоги. Немає жодної фотографії з туристками поблизу мотузкових мостів, хоча багато фотографували, включаючи селфі. Крім того, в той час у регіоні була сильна посуха, і щоб перейти річку, не треба було лізти на міст.
Поблизу стежки мешкають скотарі та вирощувачі кави і бананів. Нею часто користуються корінні жителі нгобе та туристи. З іншого боку, нерідко повідомляли про проблеми з безпекою на стежці (крадіжки, напади тощо). Такі туристичні путівники, як Lonely Planet, попереджали про злочинність на стежці Ель Піаніста.
За словами Адели Коріат, журналістки «La Estrella de Panamá» (однієї з найважливіших щоденних газет Панами), поліцейське розслідування було проведено недбало. Роботою з відбитками пальців, наприклад, на рюкзаку, камері чи смартфонах, поліція знехтувала. Також вона не вжила жодних запобіжних заходів, щоб уникнути забруднення судово-медичних доказів, особливо на можливих місцях злочину. Також Коріат припускає, що якісь докази поліція все ж знайшла, але їх приховали, щоб це не зашкодило туристичному бізнесу. Прибуток від іноземних відвідувачів є основною складовою валового внутрішнього продукту Панами. Туристичний бізнес приносить Панамі близько 4 мільярдів доларів на рік, що трохи більше за 18 % від загального ВВП цієї країни.
Один із журналістів американського новинного сайту The Daily Beast провів розслідування на місці та дізнався, що у цьому регіоні західної Панами зникли безвісти або були знайдені вбитими близько 20 чоловік. Наприклад, 14 серпня 2009 року поблизу Бокете зник 29-річний британець Алекс Хамфрі, якого так і не знайшли · .
Француз Ромен Казальта здійснив сім експедицій до Бокете між 2019 і 2023 роками. Він проводив дні та ночі в лісі, шукаючи пояснення.

## Наслідки
Туроператори та інформаційні брошури в хостелах попереджають туристів про стежку Ель Піаніста, рекомендуючи завжди ходити з гідом.
Lonely Planet пише: «Дві голландки загинули тут під час походу, хоча причина їхньої смерті залишається загадкою. Не виходьте самі та повідомте оточуючих про свої плани». Зникнення жінок вплинуло на економічну активність західної Панами, яка базується переважно на туризмі (75 % економіки Бокете забезпечує туристична діяльність). Наприкінці травня 2014 року, за даними Туристичної палати, збитки оцінювалися в 10 %. Кількість голландських відпочивальників, які відвідують Панаму, скорочувалася близько двох років, але 2017 року їхній ентузіазм поступово зростає.
На вершині стежки («Мірадор») встановлено знак, який радить не йти далі за цю оглядову точку. Також там стоїть невеликий меморіал, прикрашений штучними квітами. Окрім дат народження Кріс та Лізанне, на хресті зазначена дата їх знкнення: 1 квітня 2014, оскільки точна дата їхньої смерті невідома.
Чутки про причетність до зникнення Кріс та Лізанне гіда Фелісіано Гонсалеса, колишнього шкільного вчителя з Бокете на той час 58-річного, з 14-річний досвідом роботи гідом у цьому місці. Втім, у день походу він перебував у лікарні в Давіді, приблизно за шістдесят кілометрів.
Він бореться з депресією і стверджує, що навіть його дружина отримувала листи з погрозами і невдовзі померла. Він відмовляється коментувати розслідування чи звинувачення і стверджує, що лише хотів допомогти. Готелі вирішили припинити співпрацю з ним. У 2022 році було знято документальний фільм про цю справу, і розлючений Гонсалес найняв адвоката для захисту своєї репутації.